# Championnat de Guinée-Bissau de football 2002-2003
Navigation
Édition précédente Édition suivante
La saison 2002-2003 du Championnat de Guinée-Bissau de football est la vingt-cinquième édition de la Primeira Divisião, le championnat de première division en Guinée-Bissau. Les douze meilleures équipes du pays se retrouvent au sein d'une poule unique où elles s'affrontent à deux reprises. En fin de saison, les deux derniers sont relégués et remplacés par les deux meilleurs clubs de Segunda Divisão..
C'est l'UDI Bissau qui remporte la compétition cette saison après avoir terminé en tête du classement final, avec trois points d'avance sur le triple tenant du titre, le Sporting Clube de Bissau et quatre sur l'un des promus de deuxième division, le Sporting Clube de Bafatá. C'est le troisième titre de champion de Guinée-Bissau de l'histoire du club. La véritable surprise vient du bas du classement avec la relégation du Sport Portos de Bissau, vice-champion la saison précédente.

## Les clubs participants
- Sporting Clube de Bissau
- Sport Portos de Bissau
- UDI Bissau
- Sport Bissau e Benfica
- Atlético Clube de Bissorã - Promu de Segunda Divisião
- Futebol Clube de Bijagos - Promu de Segunda Divisião
- Sporting Clube de Bafatá - Promu de Segunda Divisião
- Futebol Clube de Cantchungo - Promu de Segunda Divisião
- Mavegro Futebol Clube
- Flamengo Futebol Clube
- Estrela Negra de Bissau
- CF Os Balantas

## Compétition

### Classement
Le classement est établi sur le barème de points suivant : victoire à 3 points, match nul à 1, défaite à 0.
| Rang | Équipe                       | Pts | J  | G  | N | P  | Bp | Bc | Diff |
| ---- | ---------------------------- | --- | -- | -- | - | -- | -- | -- | ---- |
| 1    | UDI Bissau                   | 47  | 22 | 14 | 5 | 3  | 45 | 21 | +24  |
| 2    | Sporting Clube de BissauT    | 44  | 22 | 12 | 8 | 2  | 44 | 15 | +29  |
| 3    | Sporting Clube de BafatáP    | 43  | 22 | 12 | 7 | 3  | 38 | 20 | +18  |
| 4    | Mavegro Futebol Clube        | 38  | 22 | 11 | 5 | 6  | 42 | 22 | +20  |
| 5    | Futebol Clube de CantchungoP | 35  | 22 | 10 | 5 | 7  | 36 | 31 | +5   |
| 6    | Sport Bissau e Benfica       | 31  | 22 | 9  | 4 | 9  | 33 | 35 | -2   |
| 7    | Flamengo Futebol Clube       | 28  | 22 | 7  | 7 | 8  | 29 | 29 | 0    |
| 8    | CF Os Balantas               | 27  | 22 | 7  | 6 | 9  | 35 | 40 | -5   |
| 9    | Atlético Clube de BissorãP   | 23  | 22 | 6  | 5 | 11 | 35 | 53 | -18  |
| 10   | Futebol Clube de BijagosP    | 18  | 22 | 5  | 3 | 14 | 21 | 46 | -25  |
| 11   | Sport Portos de Bissau       | 15  | 22 | 3  | 6 | 13 | 26 | 41 | -15  |
| 12   | Estrela Negra de Bissau      | 15  | 22 | 4  | 3 | 15 | 17 | 48 | -31  |

|  | Champion de Guinée-Bissau 2002-2003               |
|  | Relégation directe en Segunda Divisião            |
|  | T : Tenant du titre P : Promu de Segunda Divisião |

## Bilan de la saison
| Championnat de Guinée-Bissau de football 2002-2003 |                                       |
| Champion                                           | UDI Bissau (3e titre)                 |
| Coupes et trophées                                 |                                       |
| Vainqueur de la Coupe de Guinée-Bissau 2002-2003   | Compétition annulée par la fédération |
| Qualifications continentales                       |                                       |
| Ligue des champions de la CAF 2004                 | Aucun                                 |
| Coupe de la confédération 2004                     | Aucun                                 |
| Promotions et relégations                          |                                       |
| Promus en Primeira Divisião                        | Estrela Negra de Bolama               |
| Promus en Primeira Divisião                        | Bula Futebol Clube                    |
| Relégués en Segunda Divisião                       | Sport Portos de Bissau                |
| Relégués en Segunda Divisião                       | Estrela Negra de Bissau               |